# Mistrovství světa v hokejbalu
Mistrovství světa v hokejbalu jsou nejvyšší mezinárodní událost národních týmů v hokejbalu, kterou řídí Mezinárodní hokejbalová federace (ISBHF). Vzniklo v roce 1996, kdy se v Bratislavě konalo první Mistrovství světa mužů. První Mistrovství světa žen proběhlo současně s Mistrovstvím světa mužů 2007 v německém Ratingenu. Mistrovství světa probíhají v dvouletých cyklech a od roku 2005 ve dvou výkonnostních divizích. Nejvíce vítězství má Kanada, která vyhrála již 6krát. Druhé je Slovensko a třetí Česká republika, která vyhrála třikrát.

## Muži
| Poř. | Rok  | Místo                  | Zlato     | Stříbro   | Bronz     |
| ---- | ---- | ---------------------- | --------- | --------- | --------- |
| 1.   | 1996 | Bratislava (Slovensko) | Kanada    | Česko     | Slovensko |
| 2.   | 1998 | Litoměřice (Česko)     | Česko     | Slovensko | Kanada    |
| 3.   | 1999 | Zvolen (Slovensko)     | Slovensko | Kanada    | Česko     |
| 4.   | 2001 | Toronto (Kanada)       | Kanada    | Česko     | Slovensko |
| 5.   | 2003 | Sierre (Švýcarsko)     | Kanada    | Česko     | Slovensko |
| 6.   | 2005 | Pittsburgh (USA)       | Kanada    | Slovensko | Itálie    |
| 7.   | 2007 | Ratingen (Německo)     | Kanada    | Česko     | Slovensko |
| 8.   | 2009 | Plzeň (Česko)          | Česko     | Indie     | Slovensko |
| 9.   | 2011 | Bratislava (Slovensko) | Česko     | Kanada    | Slovensko |
| 10.  | 2013 | St.John's (Kanada)     | Slovensko | Česko     | Kanada    |
| 11.  | 2015 | Zug (Švýcarsko)        | Slovensko | USA       | Česko     |
| 12.  | 2017 | Pardubice (Česko)      | Slovensko | Kanada    | Česko     |
| 13.  | 2019 | Košice (Slovensko)     | Slovensko | Finsko    | Kanada    |
| 14.  | 2022 | Laval (Kanada)         | Kanada    | Česko     | USA       |
| 15.  | 2024 | Visp (Švýcarsko)       | Kanada    | Česko     | USA       |

| Poř. | Země      | Zlatá medaile | Stříbrná medaile | Bronzová medaile | Celkem |
| ---- | --------- | ------------- | ---------------- | ---------------- | ------ |
| 1.   | Kanada    | 7             | 3                | 3                | 13     |
| 2.   | Slovensko | 5             | 2                | 6                | 13     |
| 3.   | Česko     | 3             | 7                | 3                | 13     |
| 4.   | USA       | 0             | 1                | 2                | 3      |
| 5.   | Finsko    | 0             | 1                | 0                | 1      |
| 5.   | Indie     | 0             | 1                | 0                | 1      |
| 7.   | Itálie    | 0             | 0                | 1                | 1      |

| Země              | 96 | 98 | 99 | 01 | 03 | 05 | 07 | 09 | 11 | 13 | 15 | 17 | 19 | 22 |
| ----------------- | -- | -- | -- | -- | -- | -- | -- | -- | -- | -- | -- | -- | -- | -- |
| Arménie           | –  | –  | –  | –  | –  | –  | –  | –  | –  | 17 | 18 | 15 | 15 | 12 |
| Bermudy           | –  | –  | –  | 5  | 9  | 13 | 13 | 8  | 13 | 11 | 11 | 18 | 14 | 9  |
| Česko             | 2  | 1  | 3  | 2  | 2  | 5  | 2  | 1  | 1  | 2  | 3  | 3  | 4  | 2  |
| Finsko            | –  | –  | –  | –  | –  | –  | –  | 13 | 7  | –  | 8  | 9  | 2  | 7  |
| Francie           | –  | –  | –  | –  | –  | –  | –  | –  | 12 | 10 | 16 | 11 | –  | 13 |
| Haiti             | –  | –  | –  | –  | –  | –  | –  | –  | –  | –  | 13 | 12 | 12 | 8  |
| Hongkong          | –  | –  | –  | –  | –  | –  | –  | 12 | 16 | 13 | 17 | 13 | 11 | 14 |
| Indie             | –  | –  | –  | –  | –  | 6  | 7  | 2  | –  | –  | 9  | 8  | –  | –  |
| Itálie            | –  | –  | –  | –  | 4  | 3  | 4  | 7  | –  | 12 | 10 | 10 | 5  | 6  |
| Izrael            | –  | –  | –  | –  | –  | –  | –  | –  | –  | 15 | –  | -- | –  | –  |
| Kajmanské ostrovy | –  | –  | –  | –  | –  | 14 | 14 | 16 | 15 | 14 | 14 | 16 | 9  | 16 |
| Kanada            | 1  | 3  | 2  | 1  | 1  | 1  | 1  | 5  | 2  | 3  | 5  | 2  | 3  | 1  |
| Libanon           | –  | –  | –  | –  | –  | –  | –  | –  | –  | –  | –  | –  | –  | 10 |
| Lotyšsko          | –  | –  | –  | –  | 11 | –  | –  | –  | –  | –  | –  | -- | –  | –  |
| Maďarsko          | –  | 8  | 7  | –  | –  | –  | –  | –  | 18 | –  | –  | -- | –  | –  |
| Mexiko            | –  | –  | –  | –  | 12 | 16 | 16 | –  | –  | –  | –  | -- | –  | –  |
| Německo           | 4  | 6  | 5  | 6  | 7  | 10 | 11 | –  | 8  | 8  | –  | -- | –  | –  |
| Pákistán          | –  | –  | –  | –  | 6  | 12 | 9  | 14 | 11 | 9  | 12 | -- | –  | 15 |
| Portugalsko       | –  | –  | –  | –  | –  | 4  | 5  | 6  | 5  | 4  | 7  | 6  | –  | –  |
| Rakousko          | 5  | 5  | 6  | 7  | 10 | 15 | 12 | 10 | 9  | –  | –  | -- | –  | –  |
| Rusko             | 6  | –  | –  | –  | –  | –  | –  | –  | –  | –  | –  | -- | –  | –  |
| Řecko             | –  | –  | –  | –  | –  | 11 | 15 | 9  | 6  | 6  | 4  | 4  | –  | 4  |
| Slovensko         | 3  | 2  | 1  | 3  | 3  | 2  | 3  | 3  | 3  | 1  | 1  | 1  | 1  | 5  |
| Španělsko         | –  | –  | –  | –  | –  | –  | –  | –  | 17 | –  | –  | -- | –  | –  |
| Švýcarsko         | 7  | 7  | 4  | 4  | 5  | 8  | 6  | 11 | 10 | 7  | 6  | 7  | 6  | –  |
| USA               | –  | 4  | –  | 8  | 8  | 9  | 10 | 4  | 4  | 5  | 2  | 5  | 7  | 3  |
| Velká Británie    | –  | –  | –  | –  | –  | 7  | 8  | 15 | 14 | 16 | 15 | 14 | 10 | 11 |
|                   |    |    |    |    |    |    |    |    |    |    |    |    |    |    |
| Počet účastníků   | 7  | 8  | 7  | 8  | 12 | 16 | 16 | 16 | 18 | 17 | 18 | 18 | 15 | 16 |

| Poř. | Země                   | Města                                 | Roky                   |
| ---- | ---------------------- | ------------------------------------- | ---------------------- |
| 4    | Slovensko              | Bratislava, Zvolen, Košice            | 1996, 1999, 2011, 2019 |
| 3    | Česko                  | Litoměřice, Plzeň, Pardubice, Ostrava | 1998, 2009, 2017, 2026 |
| 3    | Kanada                 | Toronto, St.John's, Laval             | 2001, 2013, 2022       |
| 2    | Švýcarsko              | Sierre, Zug                           | 2003, 2015             |
| 1    | Spojené státy americké | Pittsburgh                            | 2005                   |
| 1    | Německo                | Ratingen                              | 2007                   |

## Ženy
| Poř. | Rok  | Místo                  | Zlato     | Stříbro   | Bronz     |
| ---- | ---- | ---------------------- | --------- | --------- | --------- |
| 1.   | 2007 | Ratingen (Německo)     | Kanada    | Slovensko | Česko     |
| 2.   | 2009 | Plzeň (Česko)          | Kanada    | Slovensko | Česko     |
| 3.   | 2011 | Bratislava (Slovensko) | Slovensko | Kanada    | Česko     |
| 4.   | 2013 | St.John's (Kanada)     | Kanada    | Slovensko | Česko     |
| 5.   | 2015 | Zug (Švýcarsko)        | Kanada    | Česko     | Slovensko |
| 6.   | 2017 | Pardubice (Česko)      | Česko     | USA       | Kanada    |
| 7.   | 2019 | Košice (Slovensko)     | Kanada    | USA       | Česko     |
| 8.   | 2022 | Laval (Kanada)         | Kanada    | Česko     | Slovensko |

| Poř. | Země      | Zlatá medaile | Stříbrná medaile | Bronzová medaile | Celkem |
| ---- | --------- | ------------- | ---------------- | ---------------- | ------ |
| 1.   | Kanada    | 6             | 1                | 1                | 8      |
| 2.   | Česko     | 1             | 2                | 5                | 8      |
| 3.   | Slovensko | 1             | 3                | 2                | 6      |
| 4.   | USA       | 0             | 2                | 0                | 2      |

| Země            | 07 | 09 | 11 | 13 | 15 | 17 | 19 | 22 |
| --------------- | -- | -- | -- | -- | -- | -- | -- | -- |
| Česko           | 3  | 3  | 3  | 3  | 2  | 1  | 3  | 2  |
| Itálie          | –  | –  | –  | 6  | 6  | 5  | –  | –  |
| Kanada          | 1  | 1  | 2  | 1  | 1  | 3  | 1  | 1  |
| Libanon         | –  | –  | –  | –  | –  | –  | –  | 6  |
| Německo         | 5  | –  | –  | –  | –  | –  | –  | –  |
| Rakousko        | 6  | 6  | 6  | –  | –  | –  | –  | –  |
| Řecko           | –  | 7  | 9  | 8  | –  | –  | –  | –  |
| Slovensko       | 2  | 2  | 1  | 2  | 3  | 4  | 4  | 3  |
| Švýcarsko       | –  | 5  | 5  | 5  | 5  | –  | –  | –  |
| USA             | 4  | 4  | 4  | 4  | 4  | 2  | 2  | 4  |
| Velká Británie  | –  | –  | 8  | 7  | 7  | 6  | 5  | 5  |
|                 |    |    |    |    |    |    |    |    |
| Počet účastníků | 6  | 7  | 9  | 8  | 7  | 6  | 5  | 6  |

## Veteráni
|    | Rok  | Místo      | zlato     | stříbro         | bronz                  |
| -- | ---- | ---------- | --------- | --------------- | ---------------------- |
| 1. | 2010 | Bratislava | Slovensko | Kanada          | Kanada XTREME          |
| 2. | 2012 | Plzeň      | Slovensko | Česko           | Kanada                 |
| 3. | 2014 | Tampa      | Kanada    | Toronto WOLFPAK | Spojené státy americké |
| 4. | 2016 | Montréal   |           |                 |                        |